# Kells (hrabství Meath)
Kells (irsky Ceanannas) je město ve východní části Irska, v hrabství Meath. Žije zde přibližně 6 600 obyvatel.

## Geografická poloha
Město leží na pravém břehu řeky Blackwater, 16 km severozápadně od Navanu a 28 km jihozápadně od Ardee. Nachází se na křižovatce silnice I. třídy č. N3, II. třídy č. 52 a regionálních silnic č. R163 a R164.

## Památky

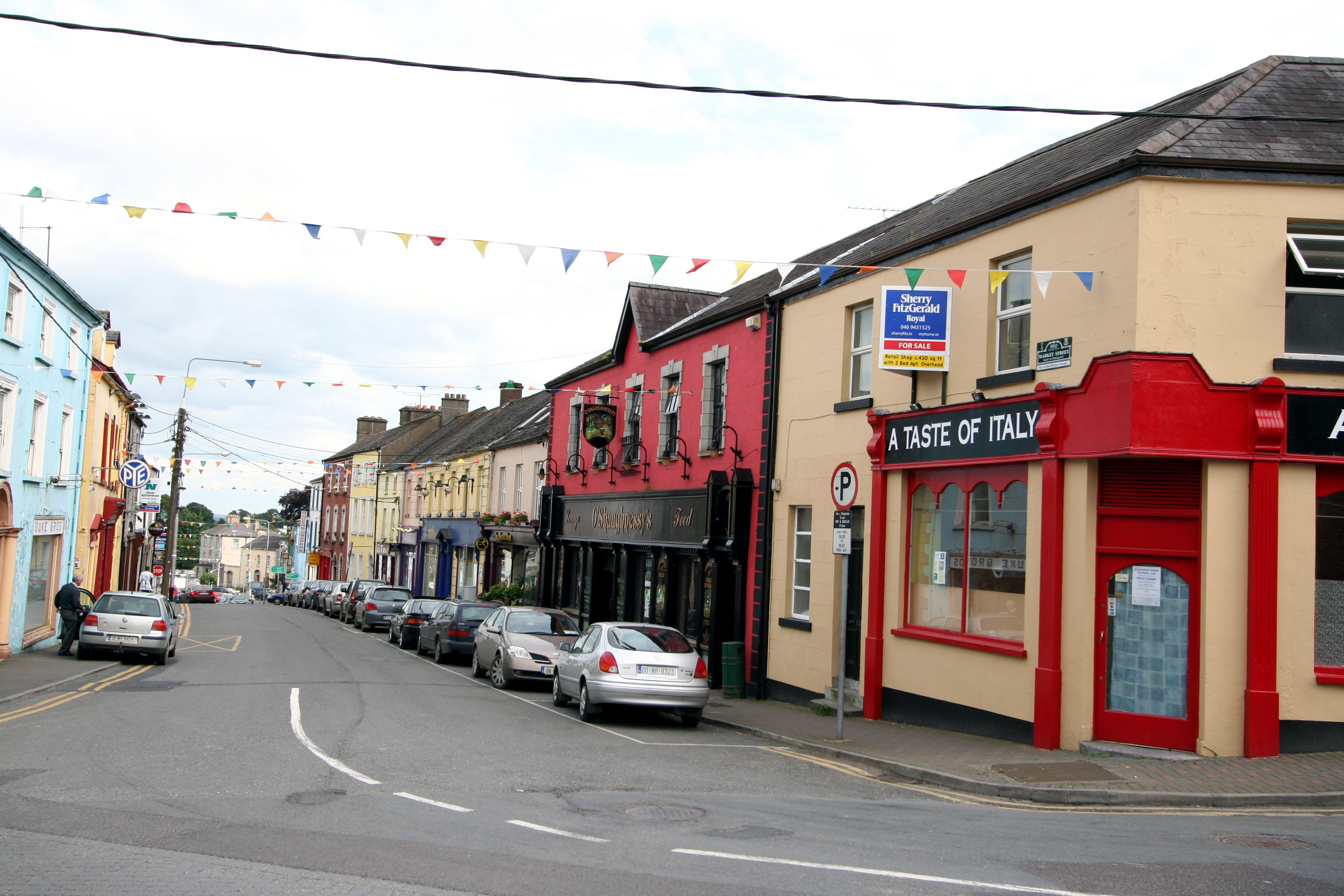
Kells

Nejznámější kulturní památkou města je opatství Abbey of Kells s charakteristickou kulatou věží a pěti keltskými kříži, spojené se jménem svatého Kolumby, jakož i s rukopisnými zvaným Kniha z Kellsu. V místním kostele je pohřben sv. Kolumba a v blízkosti stojí malé oratorium, zvané St. Columcille 's House. Na okraji města, při cestě směrem na Oldcastle, stojí věžovitá stavba z 18. století, tzv. Spire of Lloyd.